# Listă de forme de relief pe Rhea
Aceasta este o listă de forme de relief pe Rhea, al doilea cel mai mare satelit al lui Saturn. Caracteristicile planetare sunt aprobate de Working Group for Planetary System Nomenclature (WGPSN) al Uniunii Astronomice Internaționale (IAU). 

## Catenae
O catena este un lanț de cratere.
| Catena           | Numită după                                  | Note                             |
| ---------------- | -------------------------------------------- | -------------------------------- |
| Koykamou Catena  | Koykamou, un munte din mitologia Nganasan    | —                                |
| Mouru Catena     | Merv, pământ sfânt în mitologia persană      | —                                |
| Onokoro Catenae  | Onokoro, insula mitică în mitologia japoneză | —                                |
| Puchou Catenae   | Muntele Pu Chou în mitologia chineză         | Clasificată anterior ca o chasma |
| Thebeksan Catena | Thebeksan, munte sfânt în mitologia coreeană | —                                |
| Wungaran Catenae | Wungaran, loc sacru din Kakadu, Australia    | —                                |

## Chasmata
Prăpăstiile Rheene sunt numite chasmata⁠(d). Ele sunt numite după locuri sacre din mitologiile lumii.
| Chasma                                                                 | Numită după                                                                                   |
| ---------------------------------------------------------------------- | --------------------------------------------------------------------------------------------- |
| Avaiki Chasmata                                                        | Avaiki, lumea de apoi din mitologia Insulelor Cook                                            |
| Galunlati Chasmata                                                     | ᎦᎸᎳᏗ galvladi (galvv́ládii) „cel de peste”: pământul de deasupra cerului în mitologia Cherokee |
| Kun Lun Chasma a fost reclasificată ca linea în 2010 (vezi mai jos)    |                                                                                               |
| Pu Chou Chasma a fost reclasificată ca o catena în 2010 (vezi mai sus) |                                                                                               |
| Pulag Chasma                                                           | Pulag, munte sacru în mitologia Igorot                                                        |
| Vaupas Chasma                                                          | Vaupas, un râu în mitologia Cuebo din Columbia                                                |
| Yamsi Chasmata                                                         | Yamsi, loja vântului de nord în mitologia Klamath                                             |

## Cratere
Craterele Rheene sunt numite după figuri din mitologiile culturilor în mare parte non-europene. Începând cu 2017, există 128 de cratere numite. 
| Crater      | Coordonate                        | Numit după                                                                 |
| ----------- | --------------------------------- | -------------------------------------------------------------------------- |
| Aananin     | 34°54′N 339°54′W / 34.9°N 339.9°V | Aananin (coreeană)                                                         |
| Abassi      | 21°18′S 146°30′W / 21.3°S 146.5°V | Abassi (Efik)                                                              |
| Adjua       | 40°12′N 118°54′W / 40.2°N 118.9°V | Adjua (oameni ulch din Siberia)                                            |
| Agunua      | 63°18′N 66°12′W / 63.3°N 66.2°V   | Agunua (Insulele Solomon)                                                  |
| Ameta       | 53°18′N 21°54′W / 53.3°N 21.9°V   | Ameta (Seram, Indonezia)                                                   |
| Anguta      | 25°42′N 190°00′W / 25.7°N 190.0°V | Anguta (inuit)                                                             |
| Arunaka     | 15°18′S 22°06′W / 15.3°S 22.1°V   | Arunaka (incaș)                                                            |
| Atum        | 47°06′S 1°06′W / 47.1°S 1.1°V     | Atum (egiptean)                                                            |
| Awonawilona | 37°18′S 150°18′W / 37.3°S 150.3°V | Awonawilona (zuni)                                                         |
| Bulagat     | 38°12′S 15°12′W / 38.2°S 15.2°V   | Bulagat (oamenii buriați din Siberia)                                      |
| Bumba       | 63°06′N 50°24′W / 63.1°N 50.4°V   | Bumba (oamenii Bushongo din Congo)                                         |
| Burkhan     | 66°48′N 310°36′W / 66.8°N 310.6°V | Burkhan (oamenii buriați din Siberia)                                      |
| Chingaso    | 17°06′S 106°00′W / 17.1°S 106.0°V | Chingaso (jivaro)                                                          |
| Con         | 25°48′S 12°42′W / 25.8°S 12.7°V   | Kon (incan)                                                                |
| Dangun      | 7°12′N 208°00′W / 7.2°N 208.0°V   | Dangun (coreeană)                                                          |
| Djuli       | 31°12′S 46°42′W / 31.2°S 46.7°V   | Djuli (poporul Neghidahan din Ucraina)                                     |
| Dohitt      | 18°00′S 74°06′W / 18.0°S 74.1°V   | Dohitt (Mosetene, oameni din nordul Boliviei)                              |
| Ellyay      | 71°24′N 91°48′W / 71.4°N 91.8°V   | Ellyay (poporul iakut din Siberia)                                         |
| Faro        | 45°18′N 114°00′W / 45.3°N 114.0°V | Faro (Poporele Mandé din Africa de Vest)                                   |
| Fatu        | 7°42′N 176°06′W / 7.7°N 176.1°V   | Fatu (Samoan)                                                              |
| Gborogboro  | 12°42′S 162°12′W / 12.7°S 162.2°V | Gborogboro (Lugbara)                                                       |
| Gmerti      | 52°00′S 192°36′W / 52.0°S 192.6°V | Gmerti (georgian)                                                          |
| Gucumatz    | 37°00′N 175°48′W / 37.0°N 175.8°V | Gukumatz (mayaș)                                                           |
| Haik        | 36°36′S 29°18′W / 36.6°S 29.3°V   | Haik (armean)                                                              |
| Haoso       | 8°18′N 12°30′W / 8.3°N 12.5°V     | Haoso (Manciuria)                                                          |
| Heller      | 10°06′N 315°06′W / 10.1°N 315.1°V | Heller (Auracanin)                                                         |
| Huracan     | 53°12′N 188°30′W / 53.2°N 188.5°V | Huracan (Kiche)                                                            |
| Imberombera | 33°18′S 216°42′W / 33.3°S 216.7°V | Imberombera (Kakadu)                                                       |
| Inktomi     | 14°06′S 112°06′W / 14.1°S 112.1°V | Iktomi (Lakota)                                                            |
| Inmar       | 2°18′S 301°36′W / 2.3°S 301.6°V   | Inmar (Udmurt)                                                             |
| Iraca       | 39°24′N 112°06′W / 39.4°N 112.1°V | Iraca (Incan)                                                              |
| Izanagi     | 49°24′S 310°12′W / 49.4°S 310.2°V | Izanagi (japoneză)                                                         |
| Izanami     | 46°18′S 313°24′W / 46.3°S 313.4°V | Izanami (japoneză)                                                         |
| Jumo        | 52°48′N 66°30′W / 52.8°N 66.5°V   | Jumo (oamenii Marijan din Volga)                                           |
| Karora      | 5°54′N 20°06′W / 5.9°N 20.1°V     | Karora (oamenii Aranda din Australia)                                      |
| Khado       | 41°36′N 359°06′W / 41.6°N 359.1°V | Khado (Nganasan)                                                           |
| Kiho        | 11°06′S 358°42′W / 11.1°S 358.7°V | Kiho (polinezian)                                                          |
| Kuksu       | 25°18′N 288°42′W / 25.3°N 288.7°V | Kuksu (Pomo)                                                               |
| Kuma        | 10°00′N 277°12′W / 10.0°N 277.2°V | Kuma (Yaruro)                                                              |
| Kumpara     | 9°36′N 327°06′W / 9.6°N 327.1°V   | Kumpara (poporul Jivaro din Ecuador)                                       |
| Leza        | 21°48′S 309°12′W / 21.8°S 309.2°V | Leza (Tongan)                                                              |
| Lowa        | 40°54′N 16°36′W / 40.9°N 16.6°V   | Lowa (Insulele Marshall)                                                   |
| Luli        | 46°30′N 243°06′W / 46.5°N 243.1°V | Luli (Mansi)                                                               |
| Madumda     | 36°54′S 64°48′W / 36.9°S 64.8°V   | Madumda (Pomo)                                                             |
| Maheo       | 31°36′N 281°42′W / 31.6°N 281.7°V | Maheo (Cheyenne)                                                           |
| Malunga     | 65°06′N 56°12′W / 65.1°N 56.2°V   | Malunga (Bantu)                                                            |
| Mamaldi     | 14°N 184°V / 14°N 184°V           | Mamaldi (Nanai) (oameni tungusici din zona râului Amur)                    |
| Manoid      | 29°30′N 8°30′W / 29.5°N 8.5°V     | Manoid (oamenii Negrito din Peninsula Malaeză)                             |
| Melo        | 53°12′S 7°06′W / 53.2°S 7.1°V     | Melo (poporul Minyong din India)                                           |
| Mubai       | 55°48′N 20°12′W / 55.8°N 20.2°V   | Mubai (Tibetan)                                                            |
| Napi        | 26°54′N 174°48′W / 26.9°N 174.8°V | Napi (Blackfoot)                                                           |
| Nishanu     | 9°00′S 129°00′W / 9.0°S 129.0°V   | Nishanu (Arikara)                                                          |
| Num         | 24°00′N 92°42′W / 24.0°N 92.7°V   | Num (Samoied)                                                              |
| Nzame       | 9°00′N 24°54′W / 9.0°N 24.9°V     | Nzame (Fang)                                                               |
| Obatala     | 1°06′S 269°42′W / 1.1°S 269.7°V   | Obatala (Yoruba)                                                           |
| Olorun      | 24°42′N 155°24′W / 24.7°N 155.4°V | Olorun (Yoruba)                                                            |
| Ormazd      | 52°30′N 58°30′W / 52.5°N 58.5°V   | Ormazd (Zoroastrian)                                                       |
| Pachacamac  | 23°24′S 83°42′W / 23.4°S 83.7°V   | Pachacamac (Inca)                                                          |
| Pan Ku      | 65°42′N 107°42′W / 65.7°N 107.7°V | Pan Ku (Hmong)                                                             |
| Pedn        | 46°00′N 351°42′W / 46.0°N 351.7°V | Pedn (oamenii Negrito din Peninsula Malaeză)                               |
| Pokoh       | 71°42′S 326°24′W / 71.7°S 326.4°V | Pokoh (Pallawonaps)                                                        |
| Pouliuli    | 16°54′S 284°24′W / 16.9°S 284.4°V | Pouliuli (Hawaian)                                                         |
| Powehiwehi  | 8°12′S 280°24′W / 8.2°S 280.4°V   | Powehiwehi (Hawaian)                                                       |
| Puntan      | 33°54′N 292°24′W / 33.9°N 292.4°V | Puntan (Chamorro)                                                          |
| Qat         | 23°48′S 351°36′W / 23.8°S 351.6°V | Qat (Noile Hebride)                                                        |
| Samni       | 47°42′S 90°42′W / 47.7°S 90.7°V   | Samni (Kachins)                                                            |
| Seveki      | 12°54′N 164°42′W / 12.9°N 164.7°V | Seveki (Evenki)                                                            |
| Shedi       | 53°30′S 346°48′W / 53.5°S 346.8°V | Shedi (Minyong)                                                            |
| Sholmo      | 12°00′N 346°24′W / 12.0°N 346.4°V | Sholmo (oamenii buriați din Siberia)                                       |
| Taaroa      | 16°30′N 95°30′W / 16.5°N 95.5°V   | Ta'aroa (Hawaian)                                                          |
| Tane        | 12°30′S 57°24′W / 12.5°S 57.4°V   | Tāne (Māori)                                                               |
| Tawa        | 17°54′N 175°12′W / 17.9°N 175.2°V | Tawa (Hopi)                                                                |
| Thunupa     | 45°36′N 21°18′W / 45.6°N 21.3°V   | Thunpa (Incan)                                                             |
| Tika        | 25°06′N 84°06′W / 25.1°N 84.1°V   | Tika (Abhazia)                                                             |
| Tirawa      | 34°12′N 151°42′W / 34.2°N 151.7°V | Tirawa (Pawnee)                                                            |
| Tore        | 0°00′N 335°36′W / 0.0°N 335.6°V   | Tore (poporul pigmeu din Africa)                                           |
| Torom       | 68°06′S 343°30′W / 68.1°S 343.5°V | Torom (oamenii Ostiak din Siberia)                                         |
| Tsuki-Yomi  | 35°00′N 43°48′W / 35.0°N 43.8°V   | Tsukuyomi-no-Mikoto (japoneză)                                             |
| Tuwale      | 78°00′S 242°24′W / 78.0°S 242.4°V | Tuwale (Ceram)                                                             |
| Uku         | 78°42′N 95°30′W / 78.7°N 95.5°V   | Uku (Estonian)                                                             |
| Wakonda     | 48°36′N 269°42′W / 48.6°N 269.7°V | Wakonda (Sioux)                                                            |
| Wende       | 56°18′S 226°24′W / 56.3°S 226.4°V | Wende (Mossi)                                                              |
| Whanin      | 66°54′N 115°00′W / 66.9°N 115.0°V | Hwanin (coreean)                                                           |
| Wuraka      | 25°06′N 4°00′W / 25.1°N 4.0°V     | Wuraka (oamenii Kakadu din Australia)                                      |
| Woyengi     | 13°42′N 294°30′W / 13.7°N 294.5°V | Woyengi (Ijaw)                                                             |
| Wulbari     | 67°00′N 88°54′W / 67.0°N 88.9°V   | Wulbari (Krachi)                                                           |
| Xamba       | 2°06′N 349°42′W / 2.1°N 349.7°V   | Xamba (neidentificat, pretins „Bushman”)                                   |
| Xowalaci    | 2°24′N 56°18′W / 2.4°N 56.3°V     | Xowalaci (Joshua)                                                          |
| Xu          | 55°00′N 71°54′W / 55.0°N 71.9°V   | !Xu (diverse popoare San, un împrumut pentru a traduce „Domnul” în Biblie) |
| Yu-Ti       | 50°06′N 81°30′W / 50.1°N 81.5°V   | Yu-Ti (chinez), adică împăratul de jad                                     |
| Zicum       | 50°54′S 111°12′W / 50.9°S 111.2°V | Zicum (babilonian)                                                         |

## Fossae
O fossa este o depresiune lungă și îngustă.
| Fossa            | Numită după | Note |
| ---------------- | --- | ---- |
| Harahvaiti Fossa | Pământ frumos creat de zeul persan Ahura Mazda ; Kandaharul modern, Afganistan                                  | —    |
| Parun Fossa      | Râul Parun, Nuristan (Afganistanul de NE), în care zeița-mamă Disani l-a născut pe Bagisht, creatorul oamenilor | —    |

## Lineae
O Linea⁠(d) este un marcaj lung pe suprafața unei planete sau a lunii.
| Linea           | Numit după                                                     | Note                             |
| --------------- | -------------------------------------------------------------- | -------------------------------- |
| Kirinyaga Linea | Muntele Kenya (Kirinyaga), un munte sfânt în mitologia Kikuyu. | —                                |
| Kunlun Linea    | Munții Kunlun, casa zeilor în mitologia chineză                | Clasificată anterior ca o chasma |